# Loja

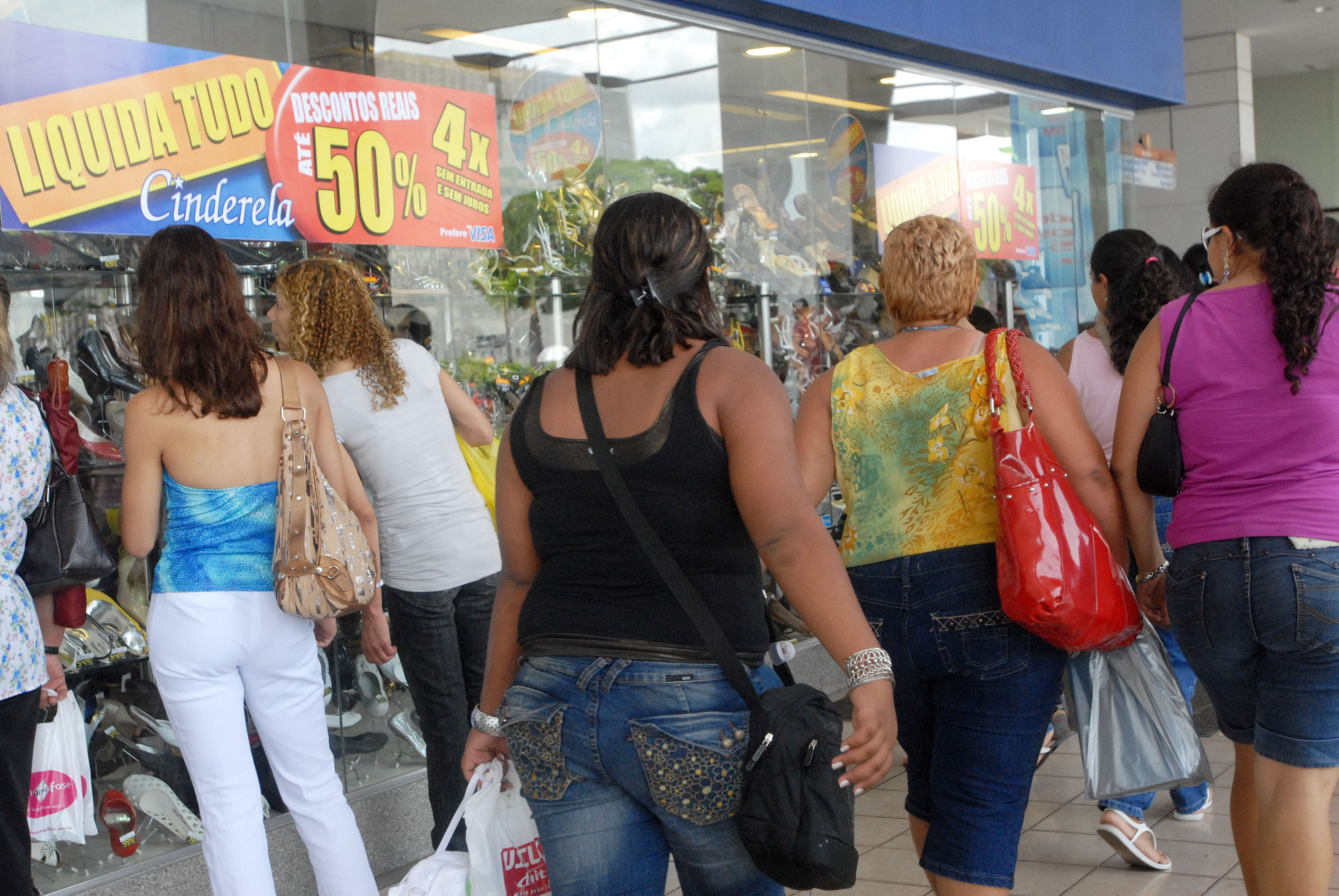
Fachada de uma loja em Brasília.

Uma loja (do francês loge, "pequena cabana de guarda florestal") é um estabelecimento comercial, de rua ou situada dentro de centros de compras, de venda de produtos de fabricação própria ou de terceiros.

## Descrição
Sob a atual óptica do varejo, a loja é o "produto" que é vendido aos clientes, ou seja, a loja é planejada e comunicada ao seu público como um lugar onde são vivenciadas experiências de compra interessantes. No "produto loja", encontra-se a variedade de produtos e serviços do segmento em que ela atua. Ao conceituar a loja como produto, o lojista percebe que não basta ter um espaço para a venda de itens de consumo fabricados por terceiros ou por si próprio: ele tem que conceituar e dar personalidade ao seu negócio. 
O espaço que define a loja deve propiciar, aos clientes, a oportunidade de conhecer mais opções além das que ele conhece ou tem como objetivo de compra. Os produtos evoluem no decorrer do tempo e a loja deve permanecer na mente do consumidor independente deste fato, atualizando-se e sempre tendo uma identidade e uma relação direta com seus clientes. Mesmo lojas de uma única marca, chamadas também "de marca própria", ou "monomarca", devem observar seu formato independente dos produtos que vende.

## Tipos de estabelecimentos comerciais
São exemplos de estabelecimentos comerciais que vendem produtos (logo se descarta locais que vendem serviços como barbearias e oficinas mecânicas):
- Açougue ou Talho
- Alfaiataria
- Antiquário
- Banca de jornal
- Bar
- Bazar
- Bistrô
- Bomboniere
- Borracharia
- Botillería (loja de bebidas)
- Brasserie
- Brechó
- Bricabraque
- Cafeteria
- Casa de chá
- Charcuteria
- Churrascaria
- Concessionária de automóveis
- Cibercafé
- Doçaria, pastelaria ou confeitaria
- Drogaria
- Farmácia
- Food truck
- Gibiteria, comic shop ou comic store
- Hipermercado
- Head shop
- Joalheria
- Lan House (somente quando vende produtos eletrônicos)
- Lanchonete
- Lavanderia
- Livraria
- Loja de animais
- Loja de armas
- Loja de brinquedos
- Loja de conveniência
- Loja de departamentos
- Loja de eletrodomésticos
- Loja de eletrônicos
- Loja de informática
- Loja de jogos eletrônicos
- Loja de roupas
- Mercado
- Mercearia
- Ótica
- Padaria
- Papelaria
- Pizzaria
- Pub
- Quiosque
- Quitanda
- Relojoaria
- Restaurante
- Saltenharia
- Sebo
- Sex shop
- Sobaria
- Sorveteria
- Supermercado
- Tabacaria
- Taberna